# George Brown Goode

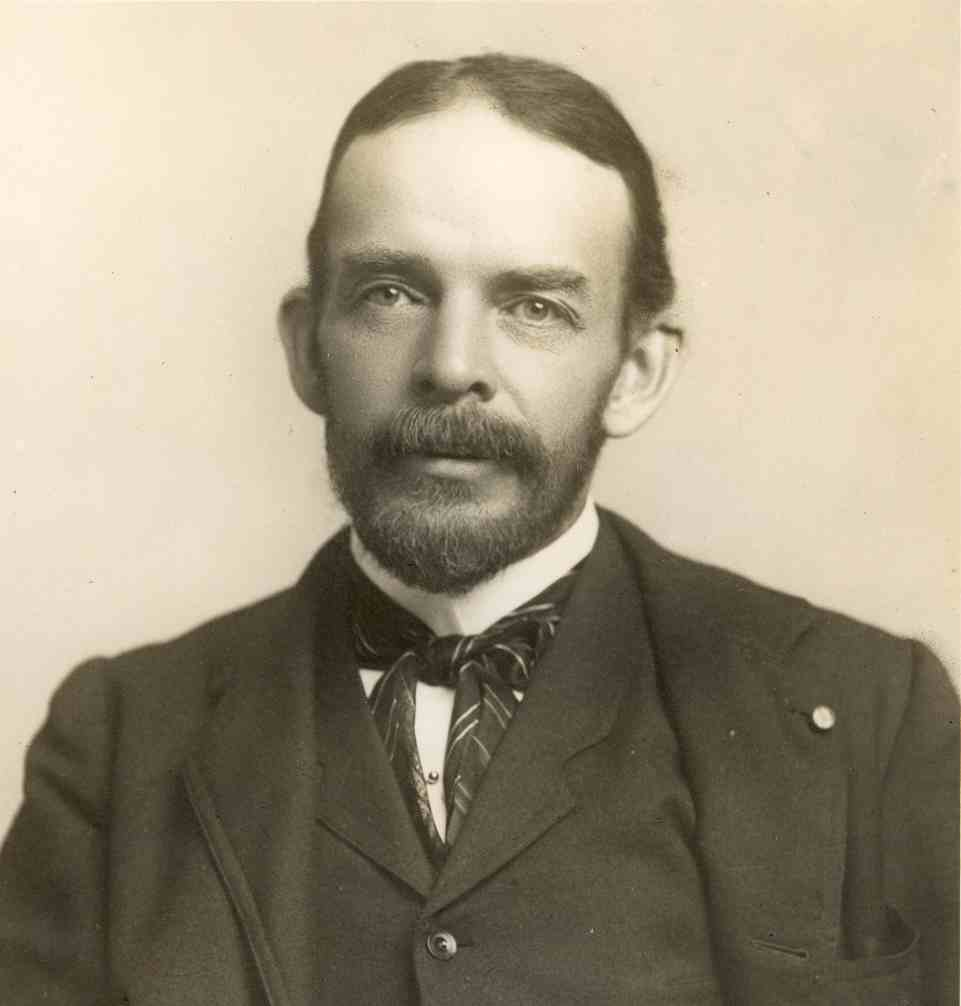
George Brown Goode

George Brown Goode (ur. 13 lutego 1851, zm. 6 września 1896) – amerykański ichtiolog. 
Goode ukończył Wesleyan University i studiował na Harvard University. Od 1872 roku pracował razem ze Spencerem Bairdem, prowadząc badania finansowane przez US Fish Commission, nadzorując wystawy i zbiory i pracując jako sekretarz Smithsonian Institution. 
Na jego cześć nazwano gatunki:
- Lucania goodei Jordan, 1880.
- Myliobatis goodei Garman, 1885.
- Paralonchurus goodei Gilbert, 1898.
- Ptilichthys goodei Bean, 1881.
- Sebastes goodei (Eigenmann & Eigenmann, 1890).
- Trachinotus goodei Jordan & Evermann, 1896.

## Wybrane prace
- George Brown Goode, Tarleton Hoffman Bean: Oceanic Ichthyology, A Treatise on the Deep-Sea and Pelagic Fishes of the World, Based Chiefly upon the Collections Made by the Steamers Blake, Albatross, and Fish Hawk in the Northwestern Atlantic. Waszyngton: 1896. Brak numerów stron w książce
- The Fisheries and Fishery Industries of the United States, 7 volumes. Waszyngton: 1884-1887. Brak numerów stron w książce
- American Fishes; a Popular Treatise upon the Game and Food Fishes of North America, with Especial Reference to Habits and Methods of Capture. Nowy Jork: 1888. Brak numerów stron w książce
- The Natural and Economical History of the American Menhaden (1879)
- Catalog of the Fishes of the Bermudas (1876)